# Lo Catalanista
Lo Catalanista fue un diario publicado en Sabadell, (España) de orientación política catalanista que apareció entre septiembre y octubre de 1887, en sustitución de Diari Catalá que había sufrido la censura y suspensión de ediciones. El último número de Lo Autonomista apareció el 29 de noviembre o el 1 de diciembre de 1895 (discrepancias entre fuentes).
Se editó en catalán y se declaraba no político aunque amante del progreso y la mejora de Cataluña. Su formato de ocho páginas era casi idéntico al Diari Català y a La Veu de Catalunya. El diario tuvo como primer objetivo el apoyo al Primer Congreso Catalanista; de hecho, en cada número realizaba una crónica del Congreso y cuando este terminó editó las actas del mismo como Diari de Sessions, al igual que lo haría el Diari Català. Entre los firmantes de crónicas y artículos a lo largo de su breve vida se encontraban Ángel Guimerá, Claudi Omar, Lluís Domènech i Montaner, Puig i Cadafalch, Prat de la Riba, Apeles Mestres y Jacinto Verdaguer.